# Yakın Doğu Üniversitesi

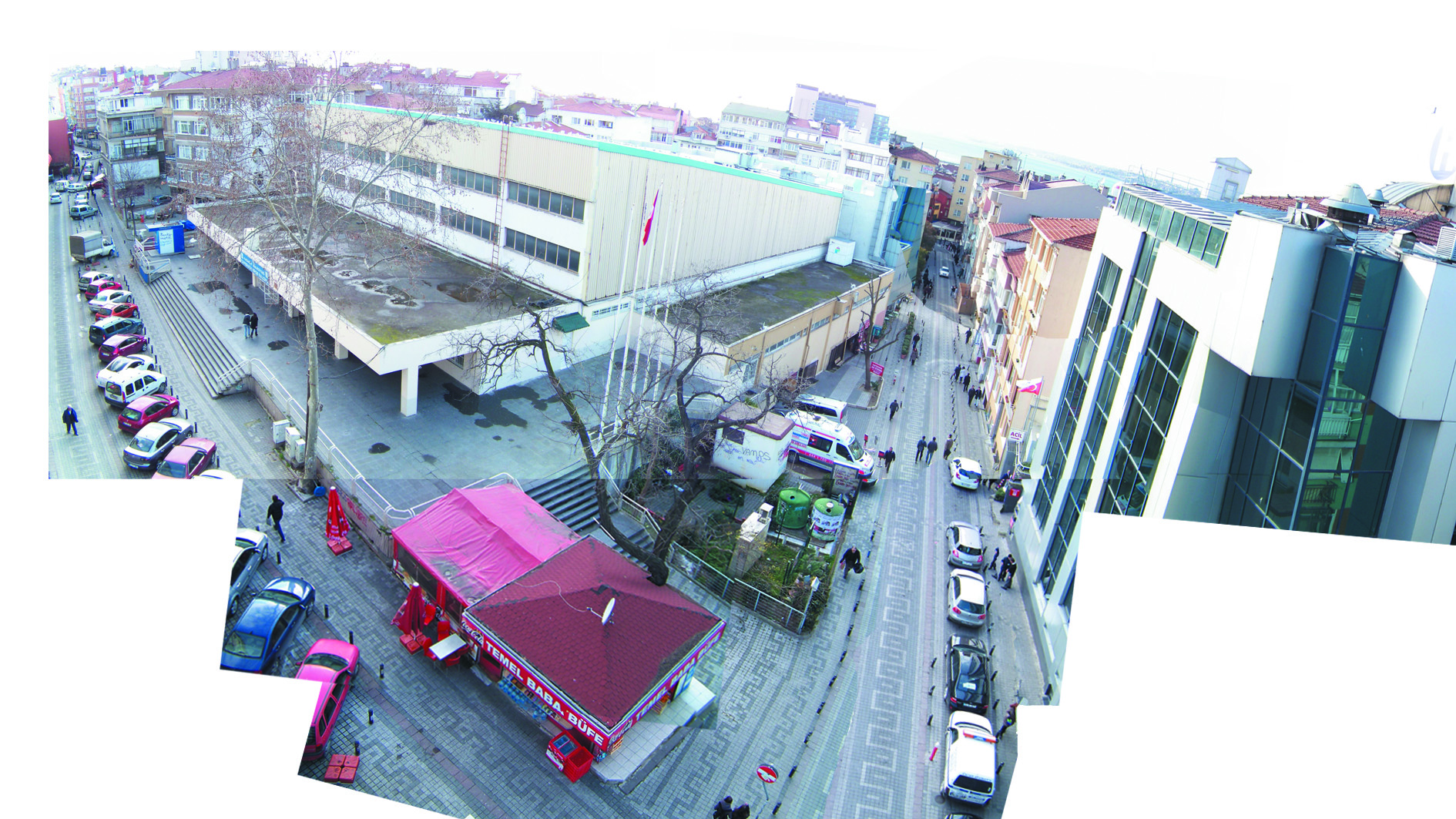
Luchtbeeld van het stadion Caferağa Spor Salonu

Yakın Doğu Üniversitesi, ook gekend als de YDÜ Melekleri (YDÜ Angels), was een Turkse damesbasketbalclub van sportvereniging Abdullah Gül Üniversitesi SK (Spor Kulübü). De vereniging wordt gesponsord door de Noord-Cypriotische Nabije Oosten Universiteit (Yakın Doğu Üniversitesi) maar de ploeg was gevestigd en speelde in Istanboel.
YDÜ Melekleri trad aan in de Türkiye Bayanlar Basketbol Ligi, de hoogste Turkse basketdivisie, waar ze in 2016-2017 kampioen speelden. Daarnaast wonnen ze zowel de Turkse basketbalbeker in 2017 als de EuroCup Women in een finale tegen het ook al Turkse Bellona AGÜ. In 2018 traden ze evenwel terug uit de competitie.
De ploeg speelde in de Caferağa Spor Salonu, een stadion met plaats voor 1.500 toeschouwers in de wijk Bahariya van het stadsdeel Kadıköy, in het Aziatische gedeelte van Istanboel. Tot 2013 werd dit stadion gebruikt door een TBBL-ploeg, Fenerbahçe Kadın Basketbol Takımı.
In de zomer van 2017 tekende Ann Wauters voor een seizoen bij de ploeg. Andere sterkhouders in het team zijn de Amerikaanse Kayla McBride en Essence Carson, de Amerikaans-Hongaarse Courtney Vandersloot en de Amerikaans-Turkse Quanitra Hollingsworth.